# Kocher (cráter)
Kocher es un lunar cráter de impacto ubicado en la cara oculta de la luna cerca del polo sur. El cráter está ubicado al sureste de los cráteres Ashbrook y Drygalski. Los vecinos más cercanos del cráter son Кuhn en el oeste; Ibn Bajja en el sureste; De Gerlache en el sur-sureste y Sverdrup en el sur.
|  |

El cráter Kocher posee una forma aproximadamente circular, con una pequeña protuberancia en la parte oriental. Presenta un brocal con un borde claramente definido y con una pendiente interna lisa. El borde alcanza 810 m de altura sobre el terreno circundante. El volumen del cráter es de aproximadamente 300 km³. Debido a su proximidad al Polo Sur lunar, el fondo del cráter permanece la mayor parte del tiempo parcialmente oscurecido.
Su nombre es un homenaje de la UAI al médico suizo Emil Theodor Kocher, tributado en el año 2009.